# Drosophila quadraria
Drosophila quadraria är en tvåvingeart som beskrevs av Bock och Wheeler 1972. Drosophila quadraria ingår i släktet Drosophila och familjen daggflugor.
Artens utbredningsområde är Taiwan.